# Konoplev (cráter)

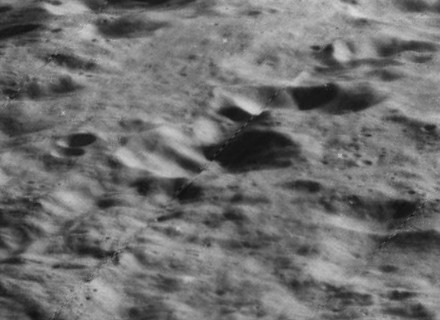
Imagen oblicua de la misión Lunar Orbiter 5 (vista mirando al oeste)

Konoplev es un pequeño cráter de impacto que se encuentra en la cara oculta de la Luna, a menos de un diámetro al oeste del cráter satélite Ellerman Q. El propio cráter Ellerman aparece al noreste, algo más lejos. Al noreste de Konoplev se halla el cráter de mayor tamaño Gerasimovich.
Este cráter se encuentra cerca de las franjas exteriores de la enorme falda de materiales eyectados que rodea la cuenca de impacto del Mare Orientale, situado al este. Acumulaciones de este material se encuentran en el terreno circundante y en la mitad norte del cráter. Konoplev es una estructura con forma de cuenco, con un borde exterior circular y paredes simples que se inclinan uniformemente hacia el interior.